# GPS differenziale

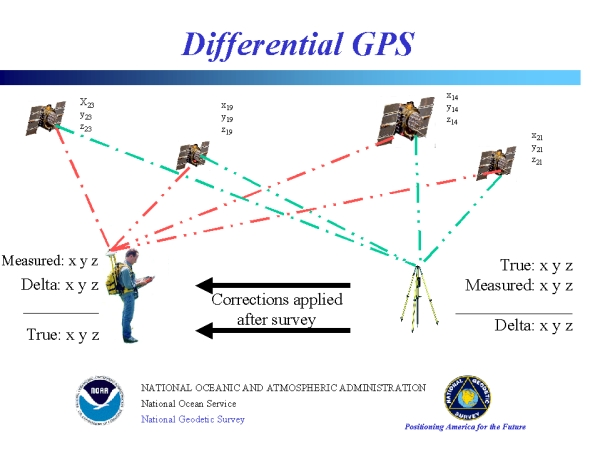
Schema di funzionamento del GPS differenziale

Il GPS differenziale (DGPS - Differential GPS) è un sistema che permette di migliorare il posizionamento basato sul Global Positioning System. Questa tecnica si basa sulla combinazione dei dati osservati contemporaneamente da due (o più) ricevitori GPS, ottenendo l'eliminazione o la significativa riduzione dei principali errori nel posizionamento GPS.

## Descrizione
La tecnica di posizionamento differenziale permette ai ricevitori GPS di migliorare la precisione finale della geo-localizzazione, attraverso il confronto dei propri dati con quelli registrati nello stesso intervallo temporale da uno (o più) ricevitori GPS posizionati su punti di coordinate note.

### L'errore del sistema GPS
Il normale sistema GPS è soggetto a un certo margine di errore di circa 3-5 metri. Anni fa, il ministero della difesa americano "aggiungeva" volutamente un certo errore ai dati GPS, riservandosi di sfruttarne la massima precisione ("Selective Availability") (l'errore introdotto da questo sistema poteva essere di decine di metri). Da qualche anno tale politica è cambiata e il GPS è ricevibile senza errori introdotti di proposito. Tuttavia le diverse fonti di errore rendono la precisione del sistema GPS non sufficiente per varie applicazioni (settori come costruzioni, servizi pubblici idrici ed elettrici, agricoltura di precisione, ecc.).

### Le postazioni fisse

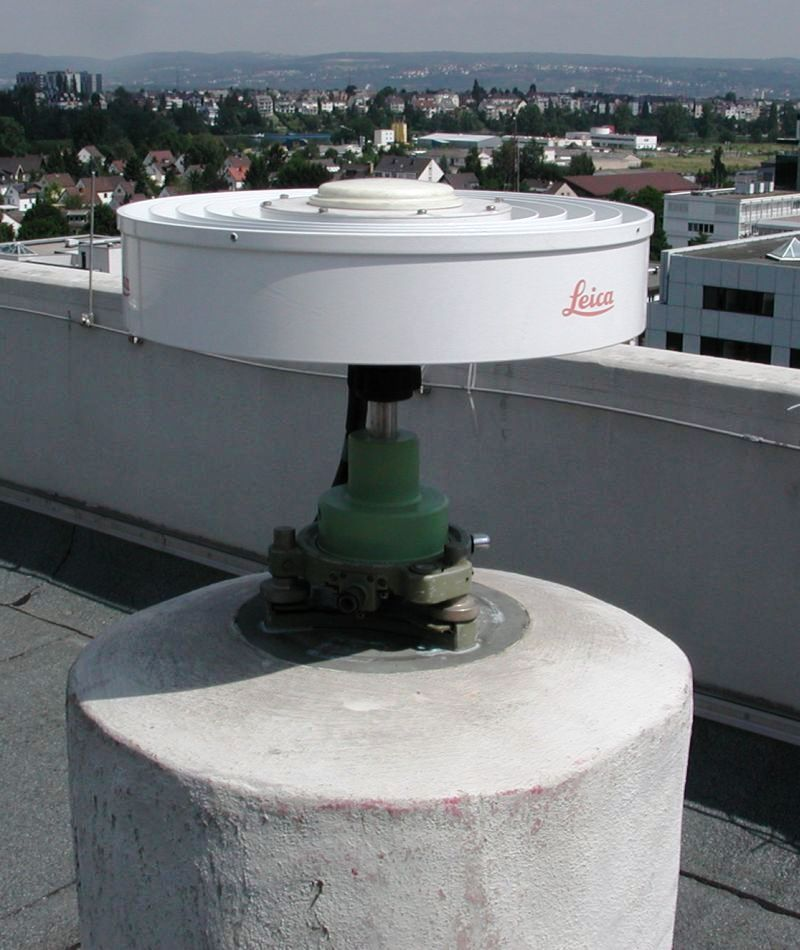
Postazione fissa usata per il GPS differenziale

Per ottenere una precisione massima (dell'ordine del centimetro), esistono postazioni fisse la cui posizione è stata determinata per via geodetica e con altri mezzi con la massima precisione. Queste postazioni ricevono il segnale GPS e "si accorgono" (essendo state appunto misurate con alta precisione con altri mezzi) dell'errore della posizione comunicata dal GPS, in particolare non calcola la differenza di posizione, bensì calcola la differenza tra distanza Terra-satellite calcolata nota la distanza Terra-satellite vera. Tale errore viene comunicato via radio a speciali apparecchi GPS in grado di riceverlo che potranno così correggere l'errore originario della misura fatta tramite i satelliti.
L'unione di più stazioni permanenti (solitamente almeno 4) crea l'entità solitamente definita RETE GPS.
Una rete GPS (o GNSS se consideriamo anche le costellazioni GLONASS, GALILEO e COMPASS) è un insieme di stazioni di riferimento, omogeneo per caratteristiche di precisione e qualità dei sensori utilizzati, costantemente connesse tramite linee ad alta velocità e affidabilità, a una infrastruttura informatica costituita da hardware e software dedicati. L'infrastruttura dovrà essere in grado di gestire il flusso dati proveniente dalle stazioni di riferimento e di erogare servizi all'utenza sotto forma di correzioni sistema real-time in formato RTCM e dati in formato RINEX.